# Осада Нотебурга (1702)

Схема осады и штурма Нотэборга. 1702 год.

Осада Нотебурга (швед. Slaget om Nöteborg) — осада и взятие шведской крепости Нотебург русскими войсками осенью 1702 года в ходе Северной войны.

## Предыстория
После разгрома русской армии при Нарве (1700) Карл XII обратился против другого своего противника — саксонского курфюрста и польского короля Августа II, оставив в своих прибалтийских владениях всего 15 тысяч войск: 8 тысяч под командованием В. А. Шлиппенбаха в Лифляндии и Эстляндии и 7 тысяч А. Крониорта в Финляндии и Ингерманландии.
Русский царь Пётр I, не оставляя своего желания завоевать выход к Балтийскому морю, решил воспользоваться отсутствием главной шведской армии на его театре военных действий и на этот раз обратил своё внимание на Ингерманландию.
Историк А. С. Кротков перечисляет причины, по которым Пётр выбрал объектом атаки не Нарву, а Нотебург:
- Первая неудача под Нарвой.
- Невозможность пользоваться непрерывным водным путём по реке Нарова из-за наличия на ней порогов, а также вследствие наличия на Псковском озере сильной шведской эскадры.
- Неудовлетворительность корабельной пристани в устье Наровы (как определил агент Петра В. Д. Корчмин). Река Нева и охтенская пристань были удобнее нарвского рейда для торговых целей и иных намерений Петра.

В то же время позиции шведов в Ингерманландии были очень сильны. Две крепости (Ниеншанц и Нотебург) контролировали течение Невы. Шведы фактически владычествовали на Ладожском озере и имели там флот, который свободно высаживал на восточном (русском) берегу озера десанты и беспощадно опустошал русские селения. Пётр немедленно принялся создавать озёрный флот, который уже в 1702 году с успехом стал оказывать сопротивление. Но пока у шведов в руках были сильные крепости на Ладоге (Кексгольм и Нотебург), устье Невы и море оставались недостижимы.

## Подготовка к осаде
Первоначально Пётр планировал «достать Орешек (так называлась древняя русская крепость на месте шведского Нотебурга) по льду» зимой 1702 года. Позже (из-за неподготовленности операции, а также наступившей оттепели) он перенёс осаду на осень того же года.
Осада готовилась Петром I тщательно и в большой тайне. Лето 1702 года Пётр провёл в Архангельске будто бы в ожидании предполагаемого нападения шведов. В Архангельск он взял сына Алексея, большую свиту и оттуда вёл активную дипломатическую переписку. Противник ни в коем случае не должен был предположить, что целью кампании 1702 года является Нотебург. Для срочной переброски войск на Ладогу из Олонецкого края была проложена Осударева дорога.
Имея печальный опыт, когда приход армии Карла XII на помощь Нарве осенью 1700 года привёл к провалу всей кампании, особое внимание Пётр уделил предотвращению помощи Нотебургу со стороны Выборга (А. Крониорт) и Ревеля (В. А. Шлиппенбах).
Генерал-фельдмаршал Б. П. Шереметев 18 (29) июля 1702 года нанёс поражение В. А. Шлиппенбаху при Гуммельсгофе (Гумоловой мызе), после чего разорил Лифляндию, чтобы усложнить подход к Нотебургу шведской армии из Лифляндии и Эстляндии.
Ладожский воевода П. М. Апраксин получил приказ совершить набег на Ингрию и нанести поражение шведскому корпусу А. Крониорта, отбросив его как можно дальше, что и было исполнено: 13 августа он отбросил А. Крониорта за р. Ижора, хотя тот, собрав силы (в том числе из крепости Ниеншанц), с конца августа снова угрожал русским.
Таким образом, возможность оказания помощи крепости Нотебург в случае её осады русскими была значительно снижена.
Тем временем в Новгороде воевода (губернатор) Я. В. Брюс приготовил осадную артиллерию и шанцевый инструмент.
Кроме того, летом 1702 года (15 июня и 27 августа) русская пехота, посаженная на лодки (солдатские полки Островского и Тыртова), нанесла ряд поражений и вытеснила с Ладожского озера шведскую эскадру вице-адмирала Нумерса, которая ушла в Выборг (в бою 27 августа русский полковник Тыртов погиб).
В августе 1702 года русская осадная армия начала сосредоточение в Ладоге: первыми прибыли 2 батальона гвардии из Новгорода, вскоре подошли полки дивизии генерала А. И. Репнина. 14 сентября в Ладогу из Архангельска прибыл Пётр I и генерал-фельдмаршал Ф. А. Головин с 5 гвардейскими батальонами. В 20-х числах сентября к осадной армии по срочному запросу Петра прибыл генерал-фельдмаршал Б. П. Шереметев с частью поместной конницы и драгун и возглавил её.
22 сентября русская осадная армия двинулась к р. Назие, где уже стоял П. М. Апраксин; часть корпуса Апраксина после сделанного ей смотра Петром I присоединилась к осадной армии.
25 сентября русские двинулись к Нотебургу. Крепость оборонял подполковник Г. В. фон Шлиппенбах (родной брат генерал-майора В. А. Шлиппенбаха).

## Осада
Утром 26 сентября 1702 года передовой отряд Преображенского полка численностью 400 человек подошёл к крепости и начал перестрелку; ещё засветло к ним присоединились 2 гвардейских батальона. 27 сентября вся осадная армия прибыла под Нотебург.
Всего осаждающие имели 12 500 солдат непосредственно у крепости и свыше 20 000 на ближних подступах к ней, 51 осадное орудие, не считая большого количества полевой артиллерии и корабельных пушек с вошедших в Ладожское озеро судов. В команде находились генерал-фельдмаршал Б. П. Шереметев, генерал от инфантерии А. И. Репнин, генерал-майоры И. И. Чамберс, А. А. Гулиц, А. В. Шарф и Я. В. Брюс.
Шведский комендант Густав Вильгельм фон Шлиппенбах рассчитывал на помощь со стороны генерал-майора А. Крониорта, однако получил подмогу всего 50 человек.
Русские перетащили волоком 50 судов из Ладожского озера в Неву и взяли укрепление на другой стороне Невы. Попытка шведов отбить его осталась безуспешной. Отбита также была попытка А. Крониорта помочь Нотебургу 2 октября.
1 (12) октября была начата бомбардировка, которая частично повредила стены крепости. 6 (17) октября в крепости из-за артобстрела русскими вспыхнул большой пожар. Однако к 11 (22) октября почти все осадные орудия из-за плохой выучки артиллеристов вышли из строя. По приказу Петра I русские пошли на штурм, так и не пробив полноценных брешей.

## Штурм
Кровопролитный штурм 11 (22) октября продолжался с перерывами 13 часов. В истории Семёновского полка штурм описан таким образом:

7-го <октября по старому стилю> решен был штурм на 11-е. Так как во время бомбардировки в двух куртинах и башне пробиты были бреши, но несмотря на это стены были настолько высоки и всходы к брешам круты, что штурмовать было очень рискованно, то 9-го числа вызваны из полков охотники; большая часть вызвалась из Семёновского полка. Им розданы штурмовые лестницы и заготовлены лодки для переправы. В тот же день через Неву перекинут летучий мост. В ночь на 11-е сделаны 3 залпа из мортир, условленный сигнал для штурма; по этому сигналу охотники Семёновского полка в числе 40 человек под командой сержанта Мордвинова двинулись к крепости, пробежав под градом пуль и картечи до рва, они спустились в него, бросились к бреши, но были отбиты. Тогда послан им на помощь отряд под командой подполковника Семёновского полка князя Михаила Голицына, героя этого дня. Семёновский отряд состоял из 122 человек, не считая охотников…; вслед за этим подкреплением было послано от Преображенского полка под командой майора Карпова, который в самом начале дела был ранен картечью в ребро и руку. Ожесточённая борьба продолжалась 13 часов подряд, но ни к чему не привела, русские оставались на тех местах, на каких были в самом начале сражения, и подвигаться вперёд не могли, так как штурмовые лестницы оказались на 1,5 сажени короче высоты пролома, а отступать не хотели; шведы оборонялись упорно, стреляли сверху вниз картечью, раскаленными ядрами и сбрасывая на штурмующих бревна и камни.

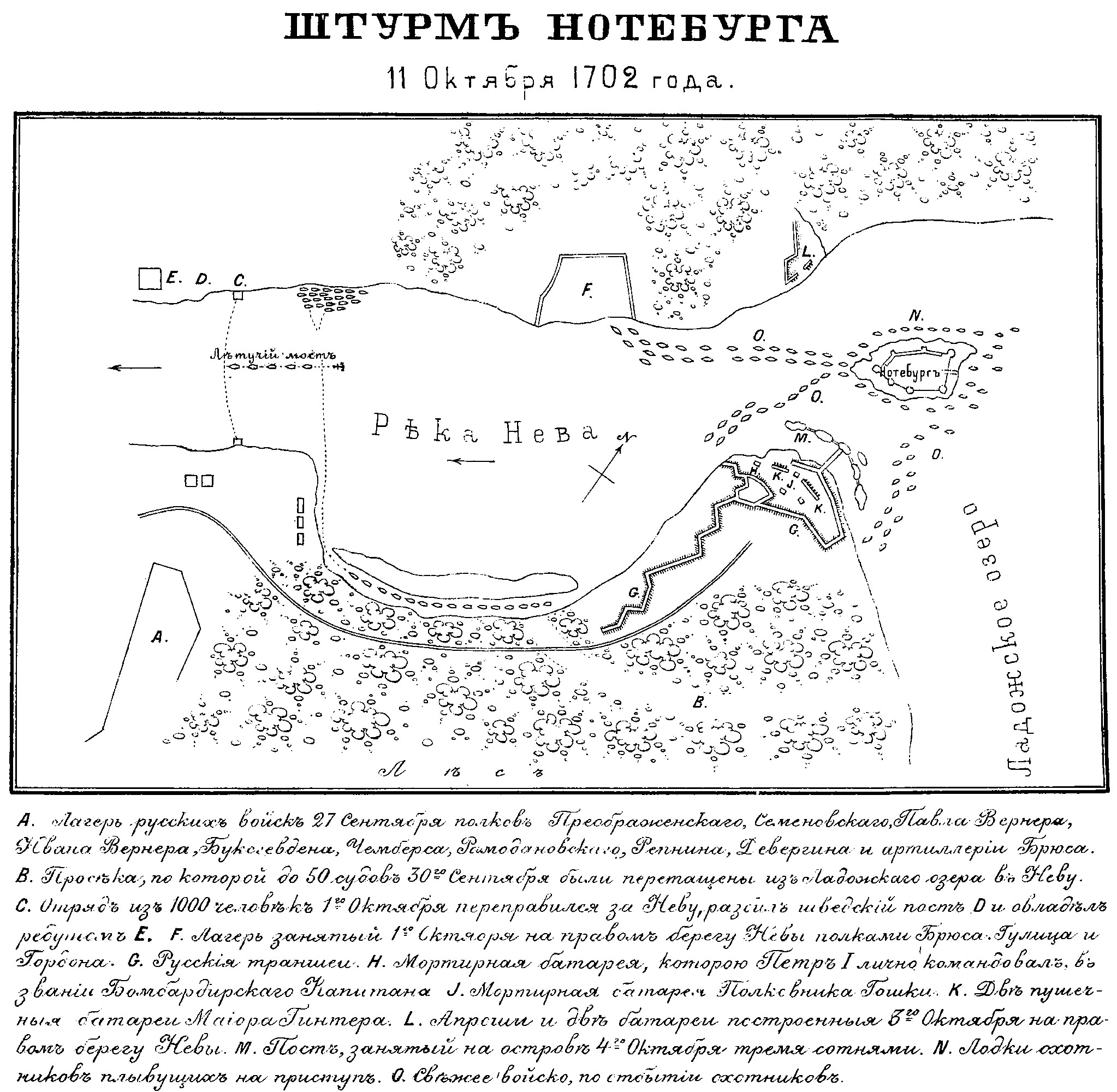
Штурм Нотебурга. Старинная карта-схема.

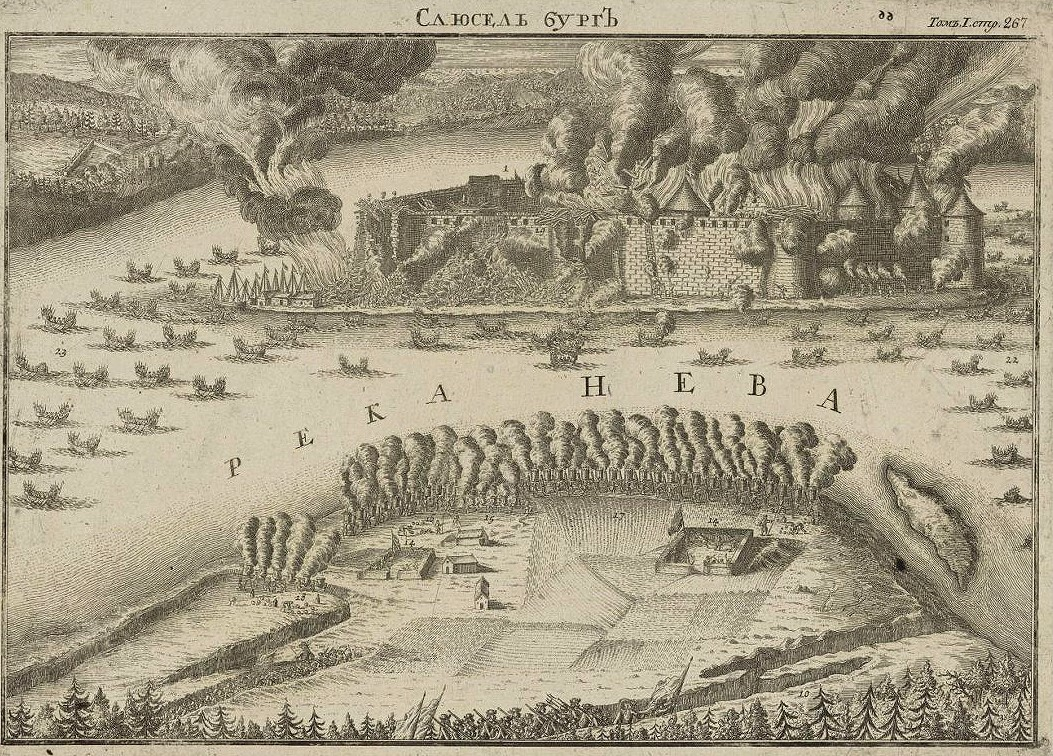
Старинная гравюра боя за крепость.

Во время боя наступил один момент, когда несколько солдат бросились бежать к реке; тогда князь Голицын, чтобы отнять всякую мысль об отступлении, приказал все свободные лодки оттолкнуть от берега. Пётр, не видя успеха, послал повеление: отступить, но посланный до князя пройти не смог. Некоторые, утверждая, что посланный дошёл до князя Голицына, но получил ответ: «Скажи Государю, что теперь я принадлежу не Петру, а Богу».

Между тем бомбардир, поручик Меншиков, на противоположном берегу, не дожидаясь приказания, стал ловить лодки, посадил на них сколько мог преображенцев и семёновцев и явился к Голицыну на помощь. Увидев такую настойчивость с нашей стороны после 13-ти часов боя, комендант в 5-м часу велел ударить в барабаны для сдачи. Приступ тотчас прекратился, и для переговоров послан к шведам секретарь Шафиров. В тот же день капитуляция Нотебурга была подписана и наши, не входя в самый город, заняли караулы вместе со шведами в трёх брешах.

По условиям капитуляции шведам дано было 3 дня для сборов и для вывоза имущества, но на следующий же день после сдачи разнёсся слух, что на выручку Нотебурга идёт генерал Крониорт; тогда Пётр, переплыв Неву, отдал приказ тотчас же сменить во всей крепости шведские караулы; комендант хотя и не хотел подчиниться этому требованию, но наши принудили силою, и сам Пётр вместе с генералом Чамберсом стал разводить гвардейские полки по караулам, введя их в ворота; преображенцев повели влево, семёновцев вправо по крепостным стенам. 14-го, по договору, шведы вышли из крепости с распущенными знамёнами, музыкой и проч., а наши войска вошли в неё…— П. П. Дирин. История лейб-гвардии Семёновского полка. — СПб. 1883.
В штурме участвовали и другие части русской армии. В частности, от полка Кашпара Гулица выделили 100 фузилёров и 100 гренадеров. Гренадерами командовал капитан Мякинин, который так рассказывал о начавшемся штурме:

Я был в команде у полковника Якова Гордона и командировано со мною было 100 человек гренадеров да 100 человек фузилёров для подъёма и поставки лестниц. И был я на штурме, ставил своею командою лестницу на стену и в то число побито под лестницами 80 человек фузилёров да 20 человек гренадеров и лестницы в дело не пошли. В то же число полковника ранили, майора убили и командовал я не токмо своею командою, но и другими оставшимися и последний как пошли на пролом и был я на проломе ранен. Первый приступ не удался. На помощь послан был отряд от 10 полков, в том числе и от полка Гулица. Повторный приступ также закончился неудачно. В течение 13 часов войска пытались ворваться в крепость, неся большие потери. Пётр хотел уже отступить, но командовавший войсками Голицын приказал продолжить штурм и в половине пятого дня комендант крепости приказал бить сдачу.— Ростовские гренадеры в Северной войне 1700—1721 гг.

## После капитуляции
После взятия крепости Пётр дал шведскому гарнизону самые почётные условия, они свободно могли присоединиться к своим войскам, стоявшим в Нарве. Такая же свобода уйти, куда пожелают, или оставаться была предоставлена всему населению.
В то же время Пётр I строго отнёсся к солдатам, бежавшим с приступа: они были «ошельмованы, а именно: гонены через строй и лица их, заплевав, казнены смертию»; в Семёновском полку повешено 4 человека, в Преображенском — 8.

## Итоги

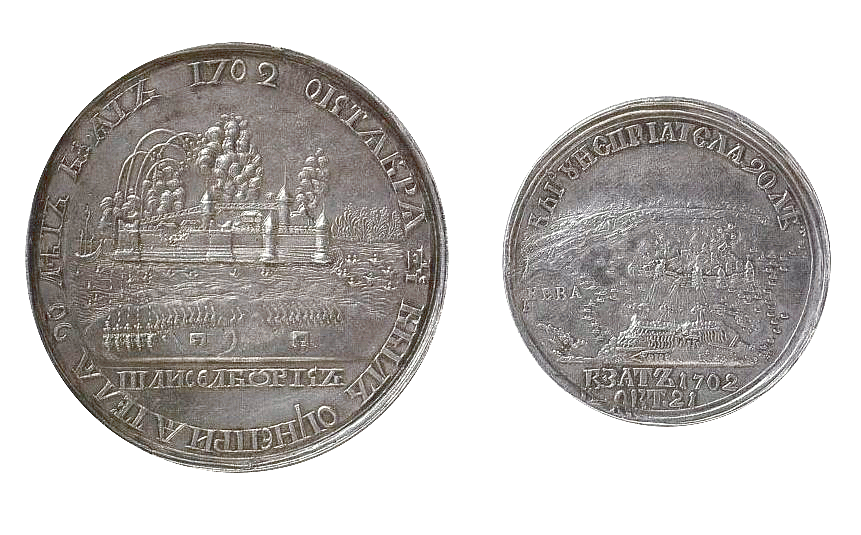
Серебряная медаль в честь взятия Нотебурга

Штурм был необычайно трудным и кровопролитным. «Правда, что зело жесток сей орех был, однако, слава богу, счастливо разгрызен. Артиллерия наша зело чудесно дело своё исправила», — писал Пётр А. А. Виниусу. Старый русский город, раньше называвшийся Орешком, вернулся в русские руки и был переименован в Шлиссельбург («ключ-город», открывавший дорогу к овладению устьем Невы).
Губернатором завоёванной крепости оставлен А. Д. Меншиков; в качестве гарнизона ему оставлены 3 полка. Князь М. М. Голицын за заслуги получил чин полковника лейб-гвардии Семёновского полка, майор Карпов — чин подполковника лейб-гвардии Преображенского полка.
Пётр I очень дорожил завоеванием Нотебурга. 6 (17) декабря 1702 года по случаю взятия крепости он совершил торжественный въезд в Москву. В продолжение своего царствования, когда позволяло время, 5 раз праздновал он победу 11 октября в самом Шлиссельбурге. а